# Rhyphodesmus drurii
Rhyphodesmus drurii är en mångfotingart som först beskrevs av Gray 1832.  Rhyphodesmus drurii ingår i släktet Rhyphodesmus och familjen Platyrhacidae. Inga underarter finns listade i Catalogue of Life.